# 風間直樹
風間 直樹（かざま なおき、1966年10月22日 - ）は、日本の政治家。参議院議員（2期）、外務大臣政務官（野田第3次改造内閣）、参議院沖縄及び北方問題に関する特別委員長、新潟県議会議員（1期）などを務めた。

## 来歴
新潟県新井市（現・妙高市）生まれ。新井市立新井小学校（現・妙高市立新井小学校）、上越教育大学附属中学校、新潟県立高田高等学校卒業。1990年、慶應義塾大学法学部政治学科卒業。同年4月、三井物産株式会社に入社。大前研一事務所にも勤める。1992年、平成維新の会事務局次長に就任（事務局での同僚に長妻昭がいた）。
1999年4月、新潟県議会議員選挙に上越市選挙区から自由民主党公認で出馬し、初当選した。県議時代は、地元選出の元自治大臣・白川勝彦の系列であった。2003年、第43回衆議院議員総選挙に新潟6区から無所属で出馬するも落選。当初は自民党公認での出馬を模索していたが、高鳥修一が公認を得たため、風間は無所属での出馬を余儀なくされた。結局、高鳥・風間のいずれも民主党前職の筒井信隆に敗れた。
その後衆議院議員政策秘書を経て2007年の第21回参議院議員通常選挙に、民主党公認で比例区から出馬し当選。2012年10月、野田第3次改造内閣で外務大臣政務官に任命される。
2013年1月、同年7月の第23回参議院議員通常選挙では、比例区から新潟県選挙区に鞍替えして出馬する意向を表明した。同選挙では、前年に民主党を離党し生活の党公認で出馬した現職の森裕子を破り、塚田一郎に次ぐ得票数2位で再選。
2015年の民主党代表選挙では長妻昭の推薦人に名を連ねるが、岡田克也が当選した。
2017年12月20日、新潟日報の取材に対し、民進党を離党して立憲民主党に入党する意向を表明した。12月21日、民進党に離党届を提出するとともに立憲民主党に入党届を提出し、理由について「衆議院選挙後の党運営の中で、政策部門の責任者の一端となり、さまざまな議論をしたが、来年から憲法改正の論議が活発になる中で、（憲法観が近い）立憲民主党が自分にとって最もふさわしいと考えた」と説明した。12月25日、民進党は離党届を受理し、12月26日、立憲民主党は風間の入党を承認した。
2019年1月23日、第25回参議院議員通常選挙に立候補せず、次期衆院選で新潟6区から立候補する意向を表明したが、同党県連は当該選挙区ではすでに国民民主党所属で元新潟県議会議員の梅谷守（筒井信隆の娘婿）を野党統一候補として推薦する意向であり、「他党との信義も著しく破壊する」とし難色を示した。
2020年9月に旧立憲・国民両党が合流して立憲民主党が結成された後も、県連が推す梅谷と、党本部の一部幹部が推す風間で調整が難航したが、2021年1月12日に党は梅谷を新潟6区支部長に選任し、風間は次期衆院選で同党の公認を得られないことが事実上決まった。一方、同日に風間は「衆院選には自身の理念を具現化させるべく、新たな枠組みを提示する」とのコメントをホームページに掲載し、衆院選への立候補の意向を示した。
2021年6月16日、立憲民主党の定例会見で幹事長の福山哲郎が風間が期日までに党籍の更新を行わなかった事を発表した。その後も風間は衆院選への立候補の意向を示していたが、10月15日に第49回衆議院議員総選挙への立候補を断念したと発表した。

## 政策・主張
- 2013年7月8日、東京電力に対し「福島原発事故の検証・総括なくして再稼働の議論はありえない」として柏崎刈羽原子力発電所の早期の再稼働に反対する意向を示した新潟県知事の泉田裕彦について、TBSによるインタビューを受けた際、「原発再稼働は政治家でなく原子力規制委員会が判断する問題だ」と答え、再稼働の是非については明言を避けた[24]。
- 2013年3月15日の参議院本会議において、黒田東彦を日本銀行総裁に起用する人事案の採決で民主党の賛成方針に反して反対票を投じた[25]。風間は「黒田日銀が予定する国債大量購入と超金融緩和は抑制不可能な物価上昇を招く可能性高く、貨幣価値を低落させ国民生活の破綻をもたらすもの」と投票理由を説明[25]。同月18日、党による厳重注意処分を受けた[26]。
- 2010年、2011年の参議院行政監視委員会において、北関東連続幼女誘拐殺人事件の真犯人追求を法務省、警察庁刑事局に要請した[27]。
- 2007年10月31日の参議院災害対策特別委員会において、同年に発生した新潟県中越沖地震、および2004年の中越地震について、「（財）地球環境産業技術研究機構が長岡市で実施している液化Co2の地中注入実験が地震を招来した可能性がある」と述べ、新潟県での注入実験を中止するよう要請した[28]。

## 支援団体
- 宗教法人・立正佼成会の支援を受けている[29]。